# Arcs de la plaça de Sant Miquel
Els Arcs de la plaça de Sant Miquel és una obra amb elements gòtics de Margalef (Priorat) inclosa a l'Inventari del Patrimoni Arquitectònic de Catalunya.

## Descripció
Conjunt de tres arcades, dues de mig punt i una en arc apuntat que suporten una casa i donen pas a la plaça des del carrer de Baix. Són constituïts per dovelles de pedra calcària, d'uns 50 cm de gruix i de mides molt regulars i homogènies. Es corresponen estilísticament a les altres arcades que hi ha en altres pobles del priorat de Scala Dei o de viles veïnes.

## Història
La veu popular diu que les arcades constitueixen la part més antiga del poble. Si hom suposava un recinte tancat, les arcades deurien constituir l'entrada, ja que donaven pas directe al riu i als camps de l'altre costat. No és, doncs, erroni, afirmar que les dites arcades formen part del sector més antic conservat actualment de la població. Són conegudes popularment com "els perxes".